# 藏南金钱豹
藏南金钱豹（学名：Codonopsis inflata）为桔梗科党参属的植物。分布在不丹、锡金以及中国大陆的西藏等地，生长于海拔2,500米的地区，常生长在林缘、阔叶林下以及草地中，目前尚未由人工引种栽培。

## 形态特征
草质缠绕藤本。根稍加粗，有分枝。茎几乎无毛。叶互生，具3-6厘米长的叶柄，叶片卵形至卵状披针形，基部深心形，顶端渐尖，边缘波状或全缘，长4-10厘米，宽2-5.5厘米，上面无毛或疏生短毛，下面灰色，被细柔毛。花单朵，几乎与叶对生，或在枝顶组成少花的单歧聚伞花序，花梗长2-3厘米。花萼贴生至子房顶端，裂片与花冠着生处同一位置，筒部倒三角状圆锥形，被细柔毛，裂片卵状三角形，边缘常翻卷，长约1厘米；花冠钟状，淡黄色或浅绿色，边缘及脉上常紫色，长2.5-3厘米，分裂深度为1/3；雄蕊5枚，花丝无毛；花柱无毛，柱头3裂；子房3室。浆果球状，直径12-15毫米，黄绿色。种子卵圆状，有网状纹饰。8-9月开花。 

本种花萼贴生至子房顶端，叶互生，花与叶对生，或在枝顶成少花的单歧聚伞花序，与金钱豹易于区别。